# Dahvi Waller
Dahvi Waller é uma produtora e escritora de argumentos para a televisão canadense. Trabalhou para as séries Commander in Chief e Desperate Housewives.